# ستيف كلارك (سياسي)
ستيف كلارك هو سياسي كندي، ولد في 7 نوفمبر 1960 في بروكفيل في كندا. حزبياً، نشط في حزب أونتاريو المحافظ التقدمي. وقد انتخب عضو برلمان مقاطعة أونتاريو عن دائرة Leeds—Grenville—Thousand Islands and Rideau Lakes (provincial electoral district) ‏ خلال فترته النيابية ‏.

## وصلات خارجية
- الموقع الرسمي